# 霍赫格呂克山
47°22′26″N 11°34′18″E / 47.373967°N 11.571722°E

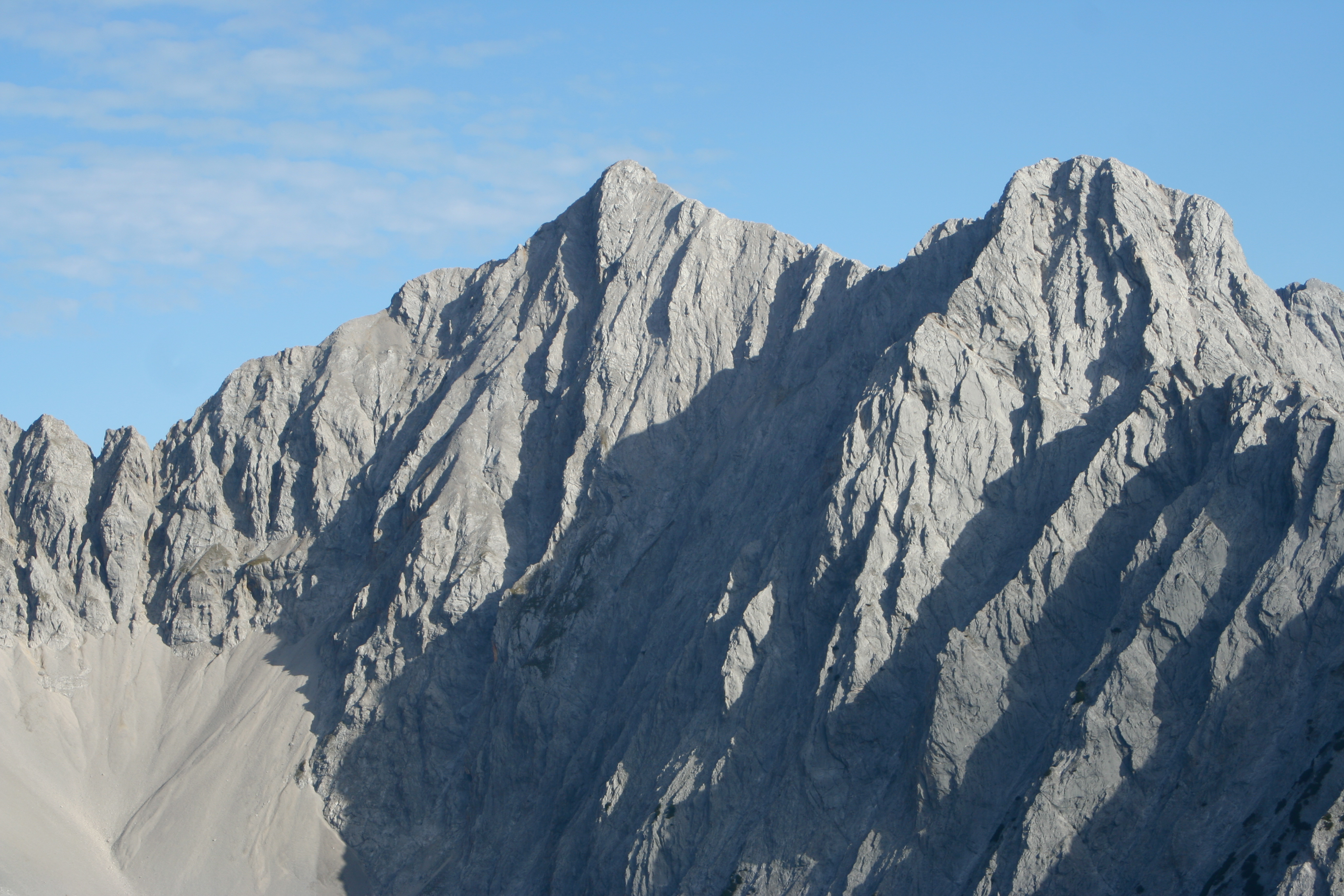

霍赫格呂克山（德語：Hochglück），是奧地利的山峰，位於該國西部，由蒂羅爾州負責管轄，屬於卡爾文德爾山脈的一部分，距離艾斯卡爾峰0.9公里，海拔高度2,573米。